# Kvartstabel
En kvartstabel akkord er bygget op af kvarter, stablet oven på hinanden. Kan høres i Bill Evans klaver på Miles Davis So What fra 1962-udgivelsen Kind Of Blue.
Kvartstabler betragtes som værende harmonisk komplekse, set i forhold til de oftere anvendte tertsstabler.
En kvartstabel kan bygges ved at spille en akkord, der består af hver fjerde tone i en skala – oftest den skala, melodien er bygget op omkring. Dette kan give komplikationer, da det ofte medfører inddragelsen af disharmoniske toner.
Eksempelvis kan en C-dur akkord ikke bygges af kvartstabler fra grundtonen, da dette inkluderer tonen f, der ikke harmonerer med C-dur.
Ønsker man at opbygge en C-dur akkord af kvartstabler, må man derfor bygge op fra eksempelvis tertsen, tonen e. Akkorden vil således bestå af tonerne e, a, d, g og c. Det er ikke muligt at bygge videre på akkorden, da dette ville inkludere tonen f.
Denne stabel indeholder dog også tonerne a og d, der fungerer som henholdsvis sekst og none i akkorden. Det er netop denne harmoniske kompleksitet, der giver akkorderne en jazzet farve og lyd.

## Brug af kvartstabler i II-V-I-vending
II-V-I (eller 2-5-1 akkordprogressionen) er den hyppigste og væsentligste harmoniske forbindelse og er tillige et kadenceskema i den ikke-frie jazz. Der er derfor også mange eksempler på II-V-I kvartstabel-forbindelser, der gennem tiden er brugt af pianister i jazz-udgivelser.
Det i forvejen komplekse lydbillede tillader brugen af andre skalaer til opbygning af akkorderne. Eksempler på dette kan være brug af den altererede skala, dim-skalaerne eller en heltoneskala i forbindelse med opbygningen af en dominantisk akkord.
De altererede toner fungerer som ledetoner til den følgende akkord – oftest tonika. Dette kan ses i eksemplet herunder: